# 拉法埃尔·马克斯
拉法埃尔·马克斯（Rafael Márquez Álvarez，1979年2月13日—），前墨西哥足球運動員，司職後衛。退役後從事領隊工作。

## 生平
這名球員早在二十歲已遠赴歐洲工作，l當時效力法甲球會摩納哥。效力了數季，於2003年轉赴加泰隆尼亞投效世界級球會巴塞隆納，效力七個球季上陣了二百四十二場賽事，為陣中主力之一。
馬基斯在摩納哥時，曾贏得2001年法甲聯賽冠軍；而在巴塞期間，不但協助球隊連贏兩屆西甲聯賽冠軍（2005、2006），還兩次贏得歐冠杯（2006、2009），當中2009年更加冕六冠王，盡攬所有榮譽。
2017年8月9日，美国财政部聲稱马克斯和大毒枭弗洛雷斯·埃尔南德斯关系密切，并为贩毒组织提供掩护，于是将马克斯列入了制裁名单，其在美国的帐户已被冻结，签证也被取消。
另外，馬基斯曾是墨西哥國家隊隊長。2018年，马克斯参加了俄罗斯世界杯，这是他第五次参加世界杯。

## 榮譽
- 法甲聯賽冠軍：2001
- 西甲聯賽冠軍：2005、2006、2009、2010
- 歐洲聯賽冠軍杯：2006、2009
- 西班牙國王盃冠軍：2009

## 外部連結
- 球員官方網站 （页面存档备份，存于） (西班牙文)

1. ↑  遭遇毒品 墨西哥国家队长被美国列入制裁名单 （页面存档备份，存于）.华体网.
2. ↑  “70后”马克斯第五次参加世界杯，他是足坛最后的自由人 （页面存档备份，存于）.新浪网.